# Destiny Fulfilled
Albums de Destiny's Child
8 Days of Christmas
(2001) Number 1's
(2005)
Singles
1. Lose My Breath
Sortie : 17 octobre 2004
2. Soldier
Sortie : 6 novembre 2004
3. Girl
Sortie : 25 avril 2005
4. Cater 2 U
Sortie : 14 juin 2005

Destiny Fulfilled est le quatrième et dernier album du groupe américain de R&B Destiny's Child (sans compter l'album de Noël) sorti le 10 novembre 2004. La RIAA a certifié l'album triple disque de platine.

## Pistes
| No  | Titre                                | Producer(s)                                     | Durée |
| --- | ------------------------------------ | ----------------------------------------------- | ----- |
| 1.  | Lose My Breath                       | Jerkins, Jerkins III, Garrett, Daniels, Knowles | 4:02  |
| 2.  | Soldier (featuring T.I. & Lil Wayne) | Harrison, Knowles                               | 5:26  |
| 3.  | Cater 2 U                            | Jerkins, Rude, Waller, Knowles                  | 4:07  |
| 4.  | T-Shirt                              | Dre & Vidal, Knowles                            | 4:40  |
| 5.  | Is She the Reason                    | 9th Wonder, Knowles                             | 4:47  |
| 6.  | Girl                                 | 9th Wonder, Knowles                             | 3:44  |
| 7.  | Bad Habit                            | Cox, Dean                                       | 3:55  |
| 8.  | If                                   | Rockwilder, Knowles                             | 4:16  |
| 9.  | Free                                 | Rockwilder, Knowles                             | 4:52  |
| 10. | Through with Love                    | Winans, Knowles                                 | 3:36  |
| 11. | Love                                 | E. Williams, Knowles                            | 4:32  |

| 12. | Game Over | 9th Wonder, Knowles | 4:03 |